# Bóta Gábor
Bóta Gábor (Budapest, 1957. október 30. –) magyar újságíró, színházkritikus, szerkesztő, a Klubrádió Művészbejáró című adásának műsorvezetője, a FIX tévében a Bóta Café című műsor műsorvezetője.

## Életpályája
Az ELTE Bölcsészettudományi Karán végzett, magyar-népművelés-esztétika szakon, ahol Vitray Tamás riporterstúdiójába járt. Már ekkor jelentek meg cikkei a Színház című szaklapban. 1984 és 1988 között az Egyetemi Lapok, 1988-tól 1991-ig a Népszabadság, 1991-2008-ig a Magyar Hírlap, 2008-tól a Népszava munkatársa volt. Főleg kulturális témájú cikkeket, leginkább színházkritikákat, interjúkat, riportokat írt az Új Tükörbe, a Kritika című folyóiratba és más lapokba. Nyolc éven át a Magyar Rádió külső munkatársa volt, hét évig a Terézvárosi Kábeltévében vezette és szerkesztette a műsort. Ezután közel tíz éven át a Budapest Televízióban volt egy portréműsora. 2012-tól a FIX TV-ben látható portréműsora. A Magyar Televízió számára is készített riportfilmeket, például a műsoros éjszakai bárokról, a 100 éves Fővárosi Nagycirkuszról (Sugár Ágnessel), a drámaíró versenyről.

## Díjai, elismerései
- Virág F. Éva-díj (2014)
- Opera Corpus sajtódíj (2021)
- Magyar Arany Érdemkereszt (2022)
- Aranytoll Életmű-díj (2023)

## Könyvei
- Mi van a maszk mögött? Százhuszonöt színházi interjú, 1-2.; Hunga-print, Bp., 1993-1994
- Mi van az álarc mögött? Százhuszonöt színházi interjú; Nap, Bp., 1997
- Arcok a Szkénéből; OSZMI, Bp., 1998 (Skenotheke)
- Sinkovits; szerk. Bóta Gábor; Duna International, Bp., 2001
- Szóváltások. Százhuszonöt interjú; Pharma Press, Bp., 2001 (IPM könyv)
- Bessenyei; szerkesztő, társszerző: Bóta Gábor; Budapest Print, Bp., 2001 (A nemzet színészei)
- Hofi, szerkesztő, társszerző: Balogh Gyula, Bóta Gábor, Gréczy Zsolt, Regős János, Réz András, Vitray Tamás; Hungalibri, Bp., 2002
- Rátonyi Róbert- Bóta Gábor: A Gálvölgyi ; Hungalibri, Bp., 2002
- Kállai; szerkesztő, társszerző: Bóta Gábor, Gervai András, Szigethy Gábor; Budapest Print, Bp., 2003 (A nemzet színészei)
- Új beszélgetések; Budapest-Print, Bp., 2004
- 15 éves a Budapest Televízió; társszerző Ivánka Adrienne, Bóta Gábor, Franyó Zsolt, fotó György Tibor, Szász Attila, Franyó Zsolt; BPTV, Bp., 2005
- Agárdy; szerk. Bóta Gábor, Kárpáti György, Kőháti Zsolt; Duna, Bp., 2006 (A nemzet színészei)
- Komlós Juci;  Bóta Gábor, Gedeon András, Váczy András, Vadas Zsuzsa; Duna International, Bp., 2004
- Koltai Róbert – Pogány Judit. Színész-házas-páros; Budapest Print, Bp., 2004
- Bóta Gábor: Gyémántográfia; Duna, Bp., 2006
- Csókos asszony. Zerkovitz Béla operettje; Kossuth–Budapesti Operettszínház–MTVA, Bp., 2013 (Metropol könyvtár) + CD
- Gálvölgyi 70; Kossuth, Bp., 2018